# Kondacs Edit
Kondacs Edit, Gutiné (Orosháza, 1963. november 16. –) válogatott labdarúgó, hátvéd.

## Pályafutása

### A válogatottban
1987-ben két alkalommal szerepelt a válogatottban.

## Statisztika

### Mérkőzései a válogatottban
| Magyarország | Magyarország     | Magyarország | Magyarország | Magyarország | Magyarország | Magyarország | Magyarország | Magyarország |
| #            | Dátum            | Helyszín     | Hazai        | Eredmény     | Vendég       | Kiírás       | Gólok        | Esemény      |
| ------------ | ---------------- | ------------ | ------------ | ------------ | ------------ | ------------ | ------------ | ------------ |
| 1.           | 1987. június 27. | Ajka         | Magyarország | 5 – 1        | Ausztria     | barátságos   | -            | 60'          |
| 2.           | 1987. június 28. | Fonyód       | Magyarország | 6 – 0        | Ausztria     | barátságos   | -            | 60'          |
|              | Összesen         |              |              | 2            | mérkőzés     |              | 0            | gól          |